# Holcocephala coriacea
Holcocephala coriacea är en tvåvingeart som först beskrevs av Christian Rudolph Wilhelm Wiedemann 1821.  Holcocephala coriacea ingår i släktet Holcocephala och familjen rovflugor. Inga underarter finns listade i Catalogue of Life.